# Éric Loder
Pour les articles homonymes, voir Loder.
Éric Loder (né le 20 juillet 1952 à Vernier dans le canton de Genève) est un coureur cycliste suisse, actif dans les années 1970.

## Biographie
Lors du Tour de France 1976, il se distingue en terminant deuxième de la quatrième étape (Le Touquet - Bornem), derrière le champion du monde Hennie Kuiper,. Il a également représenté à plusieurs reprises la Suisse lors des championnats du monde. 
Son fils Thierry est cycliste professionnel de 1999 à 2003. 

## Palmarès et résultats

### Palmarès par année
- 1975
  - 3e du Grand Prix du Faucigny
- 1976
  - 3e du Tour du Stausee
- 1978
  - Grand Prix de Lausanne
- 1979
  - 2e du Tour du Stausee

### Résultats sur les grands tours

#### Tour de France
1 participation
- 1976 : hors délais (9e étape)

#### Tour d'Italie
1 participation
- 1977 : 63e